# Исерсхајлинген
Исерсхајлинген (њем. Issersheilingen) општина је у њемачкој савезној држави Тирингија. Једно је од 47 општинских средишта округа Унструт-Хајних. Према процјени из 2010. у општини је живјело 137 становника. Посједује регионалну шифру (AGS) 16064029.

## Географски и демографски подаци
Исерсхајлинген се налази у савезној држави Тирингија у округу Унструт-Хајних. Општина се налази на надморској висини од 294 метра. Површина општине износи 4,1 km². У самом мјесту је, према процјени из 2010. године, живјело 137 становника. Просјечна густина становништва износи 33 становника/km².

## Међународна сарадња
| Мјесто | Држава    | Врста сарадње | Од    |
| ------ | --------- | ------------- | ----- |
| Шомон  | Француска | контакт       | 2005. |
| Извор  |           |               |       |